# Château de Flaugergues
El château de Flaugergues es una folie montpelliéraine clasificado en el título de los monumentos  históricos  por el «Ministère de la Culture et de la Communication» (Ministerio de la Cultura y la Comunicación) de Francia.
El Parque y los jardines del Castillo de Flaugergues (en francés: Parc et jardins du Château de Flaugergues) es un jardín botánico privado de 5 hectáreas de extensión, ubicado en la proximidad de Montpellier, Francia.

## Localización
El edificio está situado al este de Montpellier, en el Hérault, cerca del "domaine de Grammont".
Parc et jardins du Château de Flaugergues 1744, avenue Albert Einstein 34000 Montpellier, Département de Hérault, Languedoc-Roussillon, France-Francia. 
Está abierto al público siendo la entrada previa cita. 

## Historia
Étienne de Flaugergues, Consejero del Tribunal de Cuentas de la ciudad, compró en 1696 el dominio al que da nombre. 
Embellece la propiedad durante casi medio siglo para darle su apariencia final.
En 1811, el castillo pasó a ser propiedad de la familia de Boussairolles que ya poseía el Château de la Mogère. 
Esta área se transmite por sucesión, no se vende. 
Es la sede de un viñedo y puede ser visitado durante todo el año.

## Colecciones vegetales
Alrededor de esta «folie» del siglo XVIII, el parque y los jardines Flaugergues son un lugar de encanto y armonía. 
Delante del castillo, el jardín francés decorado con una bola astronómica bidodecaedro, es la parte más antigua y una gran alameda con olivos de 400 m de largo; 
El parque ajardinado, creado en el siglo XIX se divide en diferentes espacios: entre ellos el jardín de los 5 sentidos, el de bambús etc ... secoyas, árboles de las naranjas Osage, cocos de Chile, Gingko biloba… reflejan el gusto por la aclimatación de plantas exóticas costosas en el siglo XIX. 
En marcha una gran obra de restauración que permite reconstruir las colecciones botánicas de palmas y bambús. 
La bodega, degustación de los vinos producidos en la finca. 
Pertenece a la red de « Sites d'exception en Languedoc » (www.sitesdexception.fr) ("sitios excepcionales en Languedoc").